# Adagio (groupe)
Pour les articles homonymes, voir Adagio (homonymie).
Adagio est un groupe de metal progressif français, originaire de Montpellier et Paris. Formé en 2000 par le guitariste français Stéphan Forté, le groupe joue un mélange de heavy metal orienté power metal, de musique classique (de par l'influence majeure d'Yngwie Malmsteen chez Stéphan Forté) lui donnant un côté metal symphonique et d'influences liées à la musique contemporaine. Le groupe ajoute à sa musique des chœurs et des éléments empruntés au rock progressif ainsi qu'à des formes de metal plus extrêmes comme le death metal ou le black metal.
Le groupe n'estime pas appartenir à un style précis, prenant le parti d'évoluer d'album en album. D'abord catalogué comme un groupe de metal néo-classique malmsteenien, Adagio a su faire évoluer sa musique, d'abord largement plébiscitée par un public de musiciens, vers un style plus direct, efficace et ouvert au grand public. Le nom du groupe est paradoxalement opposé au style de musique pour lequel celui-ci est connu ; venant de l’expression ad agio signifiant « à l'aise », ce terme italien spécifie un tempo relativement lent, alors que la musique du groupe est souvent jouée à des tempos assez rapides.
Les albums d'Adagio sont distribués dans le monde entier. Le groupe jouit d'une reconnaissance internationale, ayant joué depuis 2004 dans divers pays parmi lesquels : États-Unis, Japon, France, Allemagne, Angleterre, Pays-Bas, Espagne, Tunisie, Portugal, Belgique, Suisse, Roumanie. Adagio s'est également produit sur scène avec, entre autres Robert Plant (Led Zeppelin), Kamelot, Paradise Lost, Samael, Devin Townsend, Korpiklaani et Dagoba.

## Biographie

### Formation etSanctus Ignis(1997–2002)
Adagio est formé par le guitariste Stéphan Forté. En 1997, diplômé de l'école de musique CMCN (connue depuis comme le Music Academy International) depuis un an, Stéphan se lance dans la composition de sa première démo instrumentale, Visions. Cette maquette lui permet d'être remarqué par des marques d'instruments comme Rocktron et Lâg. Il fait la première partie du concert d'Yngwie Malmsteen en juin 1998 (qui demeure son influence principale), durant la période où il commence à faire des compositions vocales. 
En 1999, il envoie huit de ses compositions au label Nothing to Say. Un premier essai de formation de groupe est fait avec le claviériste ukrainien Vitalij Kuprij à Philadelphie mais la collaboration n'aboutit pas. Stéphan revient alors en France et recrute Dirk Bruinenberg, Franck Hermanny, David Readman, et Richard Andersson pour enregistrer le premier album d'Adagio au studio House of Audio à Karlsdorf-Neuthard en Allemagne. Sanctus Ignis sort en 2001. L'album remporte très vite un grand succès, particulièrement en France et au Japon.

### UnderworldetDominate(2003–2008)
La rencontre entre Stéphan Forté et Kevin Codfert se passe lors d'une classe de maître. Kevin présente à Stéphan une maquette où il interprète au piano certains passages de Sanctus Ignis. Stéphan propose à Kevin d'intégrer Adagio pour le second album du groupe, Underworld. L'album est publié en 2003 en Europe et au Japon. Pour la première fois, Adagio collabore avec l'ensemble vocal de Lyon conduit par Guy Cornut,. À la suite du départ du batteur Dirk, Franck Hermanny demande alors au batteur Éric Lebailly de rejoindre Adagio en février 2004. Les Shows de Paris (Élysée Montmartre) et Strasbourg donnent naissance à un album live, A Band in Upperworld, sorti uniquement au Japon. Lors de l'été 2004, Adagio se sépare de David Readman à cause de problèmes de management.  Le groupe engage alors Gus Monsanto, chanteur et guitariste brésilien, qui assure les concerts de la tournée Underworld.
En 2006, Adagio sort son troisième album, Dominate. Ce nouveau disque mélange agressivité, à travers des riffs plus agressifs et également la présence de chant extrême, et mélodie. Après quatre ans dans le groupe, un album et une tournée internationale, Gus Monsanto et Adagio empruntent des voies différentes. À la suite de ce départ, le chanteur Kelly Carpenter rejoint le groupe sur scène pour les trois shows programmés  à Tokyo, Nagoya et Osaka, au Japon.

### Archangels in Black(2009–2010)
En février 2009, le quatrième album studio d'Adagio Archangels in Black sort chez Listenable Records avec un nouveau chanteur, le finlandais Christian Palin. Adagio continue dans le style plus agressif et moins progressif qu'il a initié sur l'album Dominate, mais en y développant les orchestrations et l'aspect néoclassique qui forgent son identité. Sans être un album-concept, cet album reprend plusieurs thèmes dont le thème du vampirisme dans la littérature et le cinéma fantastique. L'album reçoit un très bon accueil en France et à l'étranger. Le magazine Rolling Stone y consacre même un court et élogieux article. En avril 2009, le nom du groupe est cité par le député Patrick Roy (fervent défenseur de la musique en France) durant un discours politique lors d'une session de l'Assemblée nationale.
En février 2010, le groupe annonce la séparation d'avec Christian Palin, et engage le chanteur suédois Mats Levén (Yngwie Malmsteen, Therion, Treat). Le groupe entame alors une tournée en première partie de Kamelot, en compagnie de Leaves' Eyes. L'année 2010 est également marquée par la réédition d'anciens albums du groupe: Sanctus Ignis, Underworld et A Band in Upperworld. Un nouveau pressage de Archangels in Black est publié dans un format deluxe incluant un bonus inédit : les pistes séparées de trois chansons permettant à l'auditeur de faire son propre mixage à l'aide de logiciels d'édition.

### Changements et retour (depuis 2011)
2011 est l'année du dixième anniversaire de la sortie de Sanctus Ignis. En janvier 2012 est annoncé The Shadows Compendium, le premier album solo instrumental du guitariste Stéphan Forté le 28 février en Amérique du Nord au label Listenable Records. En janvier 2013, le groupe poste des versions démo de deux nouvelles chansons Torn et Carry the Cross.
En 2015, le groupe semble avoir fini un futur album. En avril 2016, le groupe annonce son retour sept ans après la sortie de Archangels in Black. Le même mois, ils font un appel aux dons pour financer la production de leur nouvel album.

## Style musical et influences
La musique d'Adagio est complexe, en particulier sur les premiers albums même si on peut dire qu'il s'influence beaucoup de la musique d'Yngwie Malmsteen, mais en apportant une touche moderne en mêlant d'autres influences comme la musique classique contemporaine, le metal progressif ou des sonorités empruntés au black metal. C'est la virtuosité qui qualifie le mieux Adagio. Sur les premiers albums, le groupe utilisera de nombreuses mesures inhabituelles (17/16, 7/8, 9/8), ainsi que différents modes et gammes issus de musiques étrangères, s'inspirant de différentes cultures.
L'influence du guitariste et créateur du metal néo-classique Yngwie Malmsteen est majeure surtout sur les premiers albums. La musique d'Adagio et inspirée à la fois du milieu metal et de la musique baroque (Bach), contemporaine (Bartok, Penderecki), et de la musique liée à l'audiovisuel (John Williams, Jerry Goldsmith).

## Membres

### Membres actuels
- Stéphan Forté - guitare (depuis 2001)
- Franck Hermanny - basse (depuis 2001)
- Kevin Codfert - claviers (depuis 2002)
- Mayline - violon (depuis 2016)
- Jelly Cardarelli - batterie (depuis 2016)
- Kelly Sundown Carpenter - chant (live en 2007, depuis 2016)

### Anciens membres
- Christian Palin - chant (2008-2010)
- David Readman - chant (2001-2004)
- Gus Monsanto - chant (2004-2007)
- Richard Andersson - claviers (2001)
- Dirk Bruinenberg - batterie (2001-2004)
- Éric Lebailly - batterie (2004-2015)
- Mats Levén - chant (2010-2011)

## Discographie

### Albums studio
- 2001 : Sanctus Ignis
- 2003 : Underworld
- 2006 : Dominate
- 2009 : Archangels in Black
- 2017 : Life

### Album live
- 2004 : A Band in Upperworld (uniquement disponible au Japon)